# St.-Maria-Magdalena-Kirche (Quickborn)

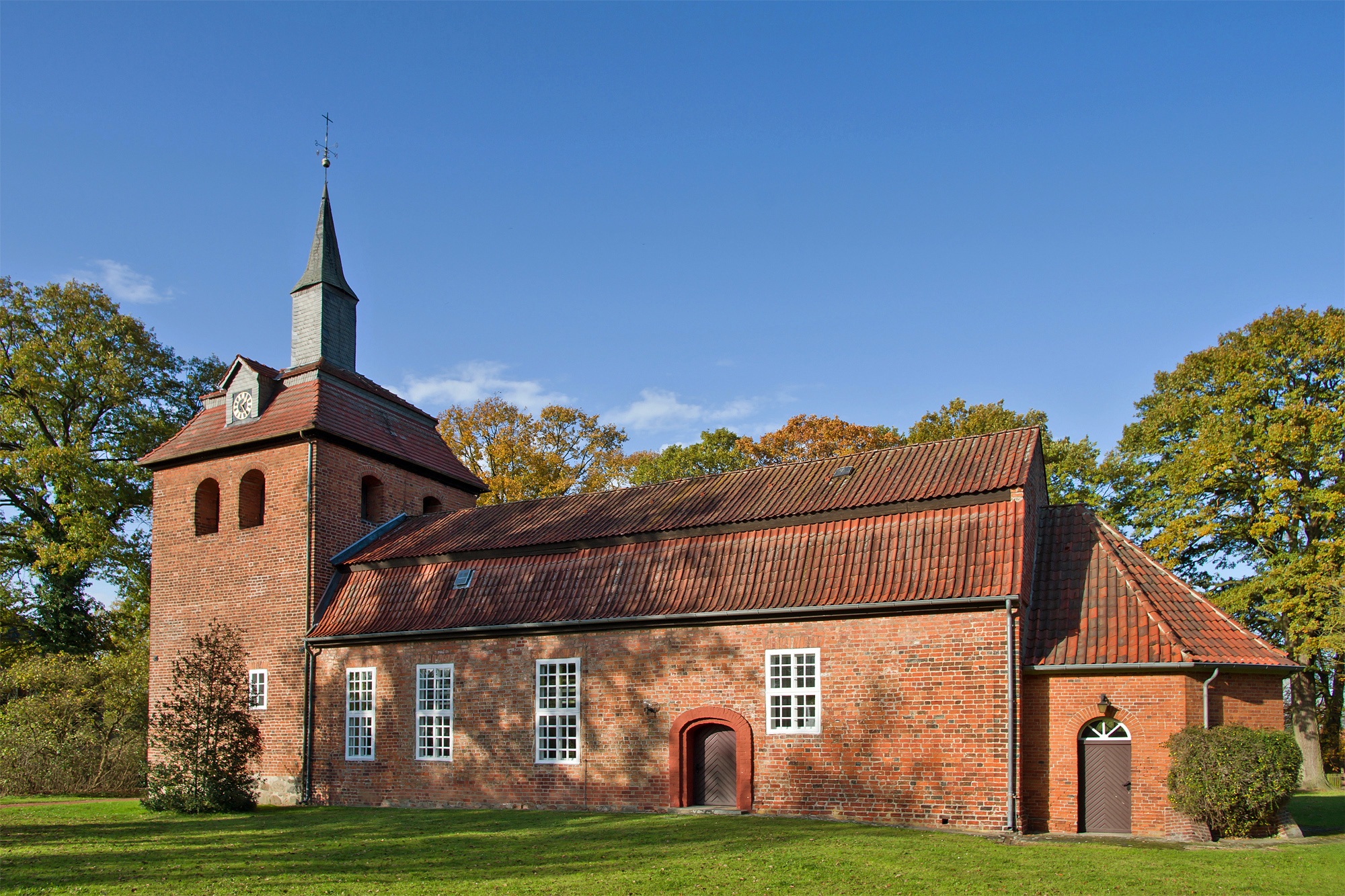
St.-Maria-Magdalena-Kirche

Die evangelisch-lutherische denkmalgeschützte Kirche St.-Maria-Magdalena-Kirche steht in Quickborn, einem Ortsteil der Gemeinde Gusborn im Landkreis Lüchow-Dannenberg von Niedersachsen. Die Kirchengemeinde gehört zum Kirchenkreis Lüchow-Dannenberg im Sprengel Lüneburg der Evangelisch-lutherischen Landeskirche Hannovers.

## Beschreibung
Die erste urkundliche Erwähnung der Pfarrei in Quickborn findet man in den Unterlagen aus dem Jahre 1385. Der quadratische Kirchturm im Westen stammt aus der Zeit um 1250. Die nunmehr verschlossenen Schießscharten weisen darauf hin, dass die Saalkirche aus Backsteinen in früheren Zeiten eine Wehrkirche war. Das heutige Kirchenschiff mitsamt der Gestaltung des Innenraums entstand unter Einbeziehung des Vorgängerbaus durch einen Umbau im Jahre 1777. Anfang des 20. Jahrhunderts wurde eine Sakristei angebaut. 1958 wurde beim Einbau des Tonnengewölbes die zweite Empore entfernt. Das Kirchenschiff ist mit einem Mansarddach aus Hohlpfannen bedeckt, der Kirchturm, in dem vier Kirchenglocken hängen, dagegen aus Biberschwänze, aus dem sich ein schiefergedeckter Dachreiter erhebt.
Zur Kirchenausstattung gehört ein schlichter Kanzelaltar. Aus der mittelalterlichen Kirche sind vier geschnitzte Figuren an der Nordwand und ein Kruzifix an der Südwand erhalten geblieben. Die Orgel mit 20 Registern, verteilt auf zwei Manuale und ein Pedal, wurde 1983 von Willi Peter gebaut und von seinem Unternehmen 2002 restauriert.